# Chrysso vitra
Chrysso vitra är en spindelart som beskrevs av Zhu 1998. Chrysso vitra ingår i släktet Chrysso och familjen klotspindlar. Inga underarter finns listade i Catalogue of Life.